# Radicaal 184
Van de in totaal 214 Kangxi-radicalen heeft radicaal 184 de betekenis eten en voedsel. Het is een van de elf radicalen die bestaat uit negen strepen.
In het Kangxi-woordenboek zijn er 403 karakters die dit radicaal gebruiken.

## Karakters met het radicaal 184

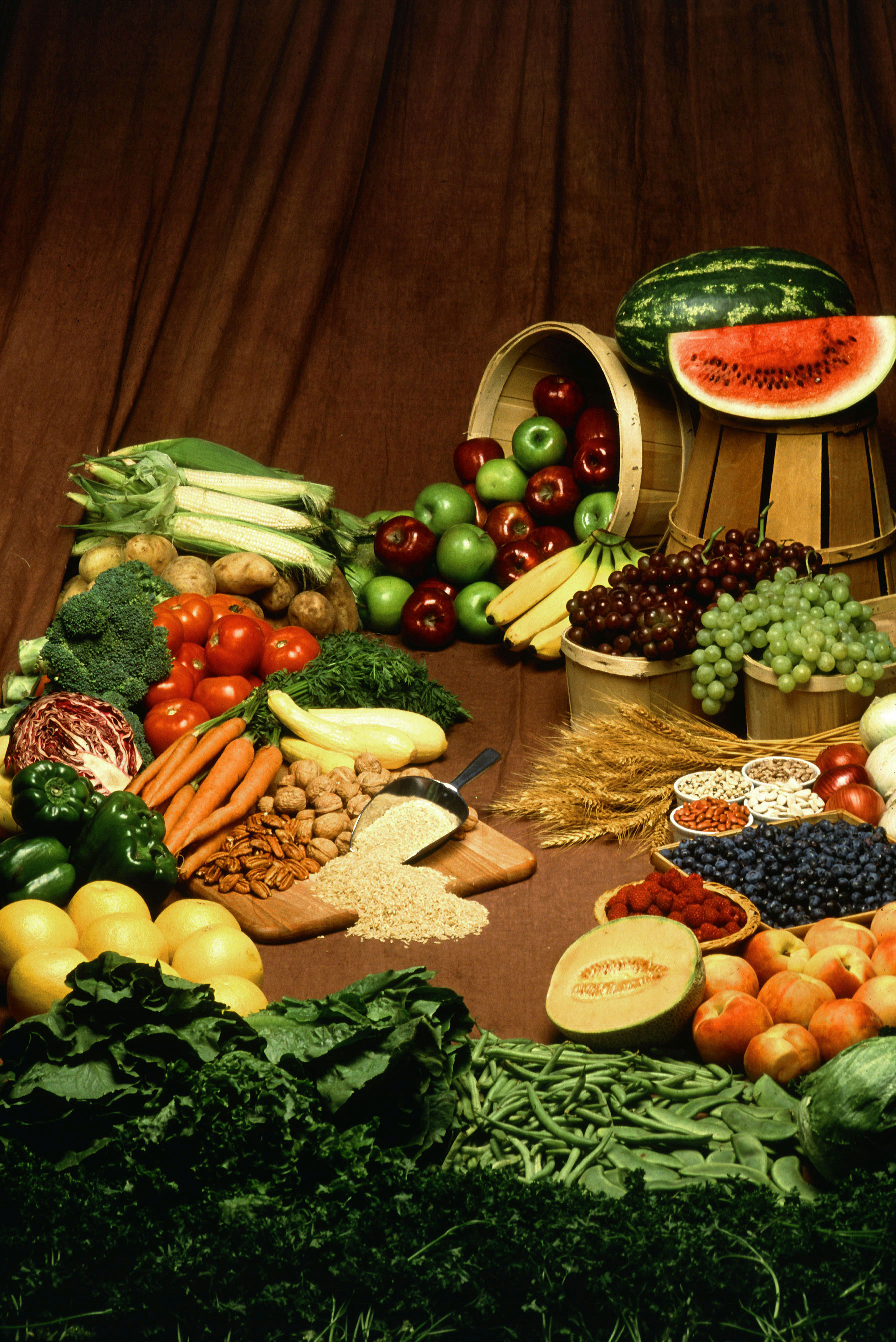
Voedsel.

| Strepen | Traditioneel Karakter                              | Vereenvoudigd Karakter  |
| ------- | -------------------------------------------------- | ----------------------- |
| + 0     | 食 飠                                              | 饣                      |
| + 2     | 飡 飢 飣 飤                                        | 饤 饥                   |
| + 3     | 飥 飦 飧 飨                                        | 饦 饧                   |
| + 4     | 飩 飪 飫 飬 飭 飮 飯 飰 飱 飲                      | 饨 饩 饪 饫 饬 饭 饮 飯 |
| + 5     | 飳 飴 飵 飶 飷 飸 飹 飻 飼 飽 飾 飿                | 饯 饰 饱 饲 饳 饴 飼    |
| + 6     | 飺 餀 餁 餂 餃 餄 餆 餇 餈 餉 養 餋 餌 餍 餎 餏    | 饵 饶 饷 饸 饹 饺 饻 饼 |
| + 7     | 餐 餑 餒 餓 餔 餕 餖 餗 餘 餙 餝                   | 饽 饾 饿 馀 馁 馂       |
| + 8     | 餅 餚 餛 餜 餞 餟 餠 餡 餢 餣 餤 餥 餦 餧 館 餩 館 | 馃 馄 馅 馆             |
| + 9     | 餪 餫 餬 餭 餮 餯 餰 餱 餲 餳 餴 餵 餷             | 馇 馈 馊 馋             |
| + 10    | 餶 餸 餹 餺 餻 餼 餽 餾 餿 饀 饁 饂 饃             | 馉 馌 馍 馎 馏 馐       |
| + 11    | 饄 饅 饆 饇 饈 饉                                  | 馓 馔                   |
| + 12    | 饊 饋 饌 饍 饎 饏 饐 饑 饒 饓                      | 飙 飚                   |
| + 13    | 饔 饕 饖 饗 饘 饙                                  |                         |
| + 14    | 饚 饛 饜                                           |                         |
| + 16    | 饝                                                 |                         |
| + 17    | 饞 饟                                              |                         |
| + 19    | 饠 饡                                              |                         |
| + 22    | 饢                                                 | 馕                      |

Orakelbotkarakter
Bronskarakter
Groot zegelkarakter
Klein zegelkarakter